# Біг-Бівер (Пенсільванія)
Біг-Бівер (англ. Big Beaver) — місто (англ. borough) в США, в окрузі Бівер штату Пенсільванія. Населення — 1852 особи (2020).

## Географія
Біг-Бівер розташований за координатами 40°49′22″ пн. ш. 80°21′28″ зх. д. / 40.82278° пн. ш. 80.35778° зх. д. (40.822640, -80.357679). За даними Бюро перепису населення США в 2010 році місто мало площу 46,69 км², з яких 46,09 км² — суходіл та 0,60 км² — водойми.

## Демографія
Згідно з переписом 2010 року, у селищі мешкало 1970 осіб у 842 домогосподарствах у складі 619 родин. Густота населення становила 42 особи/км². Було 895 помешкань (19/км²).
Расовий склад населення:
| - 97,4 % — білих - 1,5 % — чорних або афроамериканців - 0,2 % — азіатів |

До двох чи більше рас належало 0,8 %. Частка іспаномовних становила 0,7 % від усіх жителів.
За віковим діапазоном населення розподілялося таким чином: 15,7 % — особи молодші 18 років, 63,6 % — особи у віці 18—64 років, 20,7 % — особи у віці 65 років та старші. Медіана віку мешканця становила 48,9 року. На 100 осіб жіночої статі у селищі припадало 99,8 чоловіків; на 100 жінок у віці від 18 років та старших — 99,3 чоловіків також старших 18 років.
Середній дохід на одне домашнє господарство становив 65 576 доларів США (медіана — 60 625), а середній дохід на одну сім'ю — 72 822 долари (медіана — 66 250). Медіана доходів становила 50 667 доларів для чоловіків та 38 828 доларів для жінок. За межею бідності перебувало 6,6 % осіб, у тому числі 14,3 % дітей у віці до 18 років та 7,3 % осіб у віці 65 років та старших.
Цивільне працевлаштоване населення становило 927 осіб. Основні галузі зайнятості: освіта, охорона здоров'я та соціальна допомога — 25,9 %, виробництво — 12,3 %, науковці, спеціалісти, менеджери — 11,7 %.